# Юризанская улица
Юриза́нская улица — упразднённая улица на Крестовском острове в Петроградском районе Санкт-Петербурга. Проходит от Вязовой улицы до проспекта Динамо.

## История
Название известно с 1911 года в форме Юрюзанская улица, дано по городу Юрюзани Челябинской области. С 1930-х годов носит современную форму Юризанская улица.
Первоначально проходила от реки Малой Невки до проспекта Динамо. Южный участок упразднён в 1930-е годы.
Упразднена 5 июля 2017 года.

## Достопримечательности
- Дом ветеранов войны № 2